# Пакрані
45°33′ пн. ш. 17°17′ сх. д. / 45.55° пн. ш. 17.28° сх. д.
Пакрані (хорв. Pakrani) — населений пункт у Хорватії, у Б'єловарсько-Білогорській жупанії у складі громади Сірач.

## Населення
Населення за даними перепису 2011 року становило 116 осіб.
Динаміка чисельності населення поселення: